# Stefan Liebich

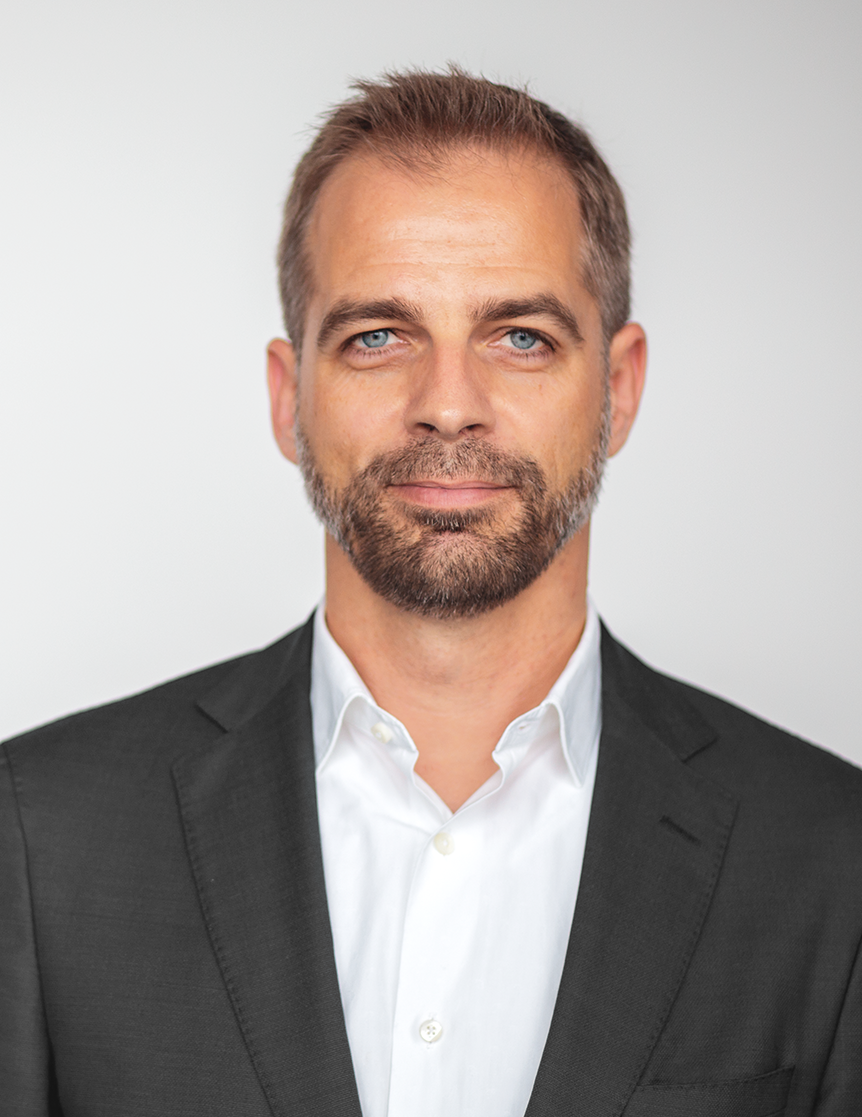
Stefan Liebich (2017)

Stefan Liebich (* 30. Dezember 1972 in Wismar) ist ein deutscher Politiker (Die Linke) und Betriebswirt. Er war von 2009 bis 2021 Mitglied des Deutschen Bundestages und zuvor seit 1995 Mitglied des Berliner Abgeordnetenhauses.

## Leben und Beruf
Seine Kindheit verbrachte Liebich in Greifswald. 1983 zog seine Familie mit ihm nach Berlin. Nach eigenen Angaben wurde er als 13-Jähriger angesprochen, ob er bereit wäre, später hauptamtlich bei der Stasi zu arbeiten. 1991 erwarb er an der Erweiterten Oberschule „Albert Einstein“ Berlin-Marzahn das Abitur. Von 1992 bis 1995 studierte er Betriebswirtschaftslehre mit Schwerpunkt Wirtschaftsinformatik an der Technischen Fachhochschule Berlin (heute Berliner Hochschule für Technik) und schloss dieses Studium mit dem Diplom ab.
Stefan Liebich ist konfessionslos und war mit Kerstin Liebich (heute Kerstin Mieth) verheiratet.
Stefan Liebich ist u. a. Vorstandsmitglied bei Help – Hilfe zur Selbsthilfe e. V. und der Deutschen Afrika-Stiftung sowie Mitglied der Deutsch-Israelischen Gesellschaft, der Deutschen Gesellschaft für Auswärtige Politik und der Europäischen Akademie Berlin.
Stefan Liebich war von 2013 bis 2018 Mitglied der Atlantik-Brücke.
Seit 2022 ist Liebich Fellow der Rosa-Luxemburg-Stiftung.

## Partei
In der DDR war Stefan Liebich Mitglied der Organisationen Junge Pioniere und FDJ. Später gründete er den Marxistischen Jugendverband „Junge Linke“ mit. An seinem 18. Geburtstag (1990) trat er der Partei des Demokratischen Sozialismus (PDS) bei.
1996 und 1998 wählte die PDS Marzahn Stefan Liebich zum Bezirksvorsitzenden. Im Dezember 1999 wurde er stellvertretender Landesvorsitzer der PDS Berlin. 2001 übernahm er den Landesvorsitz der Berliner PDS von Petra Pau, 2003 bestätigte der Landesparteitag ihn in diesem Amt.
Im Oktober 2005 kündigte Liebich an, nicht wieder für den Landesvorsitz der Linkspartei.PDS in Berlin zu kandidieren. Er schlug Klaus Lederer als neuen Landesvorsitzenden vor. Er selbst wolle sich auf den Vorsitz der Fraktion im Abgeordnetenhaus konzentrieren.
Im Dezember 2005 beantragte Liebich die (zusätzliche) Mitgliedschaft in der WASG, deren Berliner Landesverband er Ende November noch wiederholt als „Gurkentruppe“ bezeichnet hatte, nachdem diese gegen die PDS bei den Abgeordnetenhauswahlen angetreten war. Die Mitgliedschaft wurde Liebich verweigert.

## Abgeordneter

### Berliner Abgeordnetenhaus
1995, 1999 und 2001 kandidierte Stefan Liebich im Bezirk Marzahn und wurde jeweils in das Abgeordnetenhaus von Berlin gewählt. Zur Abgeordnetenhauswahl 2006 konnte er seinen Wahlkreis in Prenzlauer Berg nicht gewinnen und wurde über die Landesliste gewählt.
Zum Jahreswechsel 2001/2002 führte er gemeinsam mit Gregor Gysi und Harald Wolf für die Berliner PDS die Koalitionsverhandlungen mit der Berliner SPD. In der Folge wurde die Bundeshauptstadt von 2002 bis 2011 durch einen rot-roten Senat (Senat Wowereit II, III) regiert.
Im Sommer 2002 wechselte der bisherige PDS-Fraktionsvorsitzende im Abgeordnetenhaus, Harald Wolf, in den Senat. Stefan Liebich übernahm den Fraktionsvorsitz und wurde 2004 per Wahl als Vorsitzender der Fraktion bestätigt.
Im Herbst 2006 nach den Wahlen zum Berliner Abgeordnetenhaus kündigte Liebich an, als Stellvertretender Fraktionsvorsitzender zu kandidieren und die neue Fraktionsvorsitzende Carola Bluhm zu unterstützen.
Anfang 2007 formierte Liebich als Initiator die innerparteiliche Strömung Forum Demokratischer Sozialismus neu, in dem sich Teile des reformorientierten Flügels der Partei Die Linke organisieren. Bis Juni 2010 und erneut von November 2013 bis Juni 2014 war er Bundessprecher der vor allem in den neuen Bundesländern starken und einflussreichen Strömung.

### Bundestag
Liebich kandidierte für die PDS im Herbst 2002 im Wahlkreis Berlin-Mitte und im September 2005 für die Linkspartei im Wahlkreis Berlin-Pankow für den Deutschen Bundestag und unterlag jeweils den SPD-Kandidaten. Zur Bundestagswahl 2009 konnte Liebich im Wahlkreis 76 (Bezirk Pankow ohne Prenzlauer Berg Ost) erstmals gegen Wolfgang Thierse das Direktmandat gewinnen. Bei den Wahlen zum 18. und zum 19. Deutschen Bundestag 2017 konnte Liebich dieses Direktmandat verteidigen.
Er war Obmann der Fraktion DIE LINKE im Auswärtigen Ausschuss des Bundestages, in der 19. Wahlperiode war er außenpolitischer Sprecher der Fraktion.
Liebich war ordentliches Mitglied im Finanzausschuss und gehörte als stellvertretendes Mitglied dem Ausschuss für die Angelegenheiten der Europäischen Union an.
Am 20. Februar 2020 kündigte Liebich seinen Rückzug aus dem Auswärtigen Ausschuss, dem Bundestag sowie vom Amt des außenpolitischen Sprechers der Linksfraktion an. Am 5. Mai 2020 wurde Gregor Gysi als sein Nachfolger gewählt.
In Liebichs Bundestagswahlkreis kandidierte Udo Wolf, zuvor Fraktionsvorsitzender im Berliner Abgeordnetenhaus. Wolf erreichte bei der Bundestagswahl 2021 kein Direktmandat.

## Publikationen
- Stefan Liebich, Gerry Woop (Hrsg.): Linke Außenpolitik: Reformperspektiven. WeltTrends, Potsdam 2013, ISBN 978-3-941880-65-8